# 6528 Boden
6528 Boden è un asteroide della fascia principale. Scoperto nel 1993, presenta un'orbita caratterizzata da un semiasse maggiore pari a 2,2542381 UA e da un'eccentricità di 0,1743492, inclinata di 3,06263° rispetto all'eclittica.